# Synco 85-89 Volume 2
Synco 85-89 Volume 2 is een verzamelalbum van Synco. Tot dan toe had de muziekgroep hun muziek uitgebracht op muziekcassettes en ze moesten ze zelf aan de man brengen. Het verzamelalbum werd uitgebracht door Syngate dat wel compact discs levert al is het ook vaak via cd-r (compact disc on command). In tegenstelling tot Volume 1 blijft de muziek op dit schijfje beperkt tot “simpele” synthesizermuziek uit de jaren ’80. Invloeden van Tangerine Dream en Klaus Schulze, Synco’s voorbeelden, zijn hier nauwelijks te horen.

## Musici
- Frank Klare, Mirko Lüthge – synthesizers, elektronica

## Muziek
| Nr. | Titel                                           | Duur  |
| --- | ----------------------------------------------- | ----- |
| 1.  | Kaskade (van Kaskade)                           | 17:29 |
| 2.  | A new day (Kaskade)                             | 2:28  |
| 3.  | Pianopart (Kaskade)                             | 3:08  |
| 4.  | Dynamic (Kaskade)                               | 4:29  |
| 5.  | Synthasia (Synthesis)                           | 21;16 |
| 6.  | Meditation (Motodron-remix)                     | 3:47  |
| 7.  | Skydiver (Motodron-remix)                       | 5:13  |
| 8.  | Timebreaker (Motodron-remix)                    | 3:03  |
| 9.  | Visions of the silver mountain (Motodron-remix) | 3:26  |
| 10. | Third light (Motodron-remix)                    | 3:45  |
| 11. | Synthesis (Motodron-remix)                      | 4:46  |
| 12. | Sunrise (Motodron-remix)                        | 3:56  |